# Aluku
Pour les articles homonymes, voir Boni.

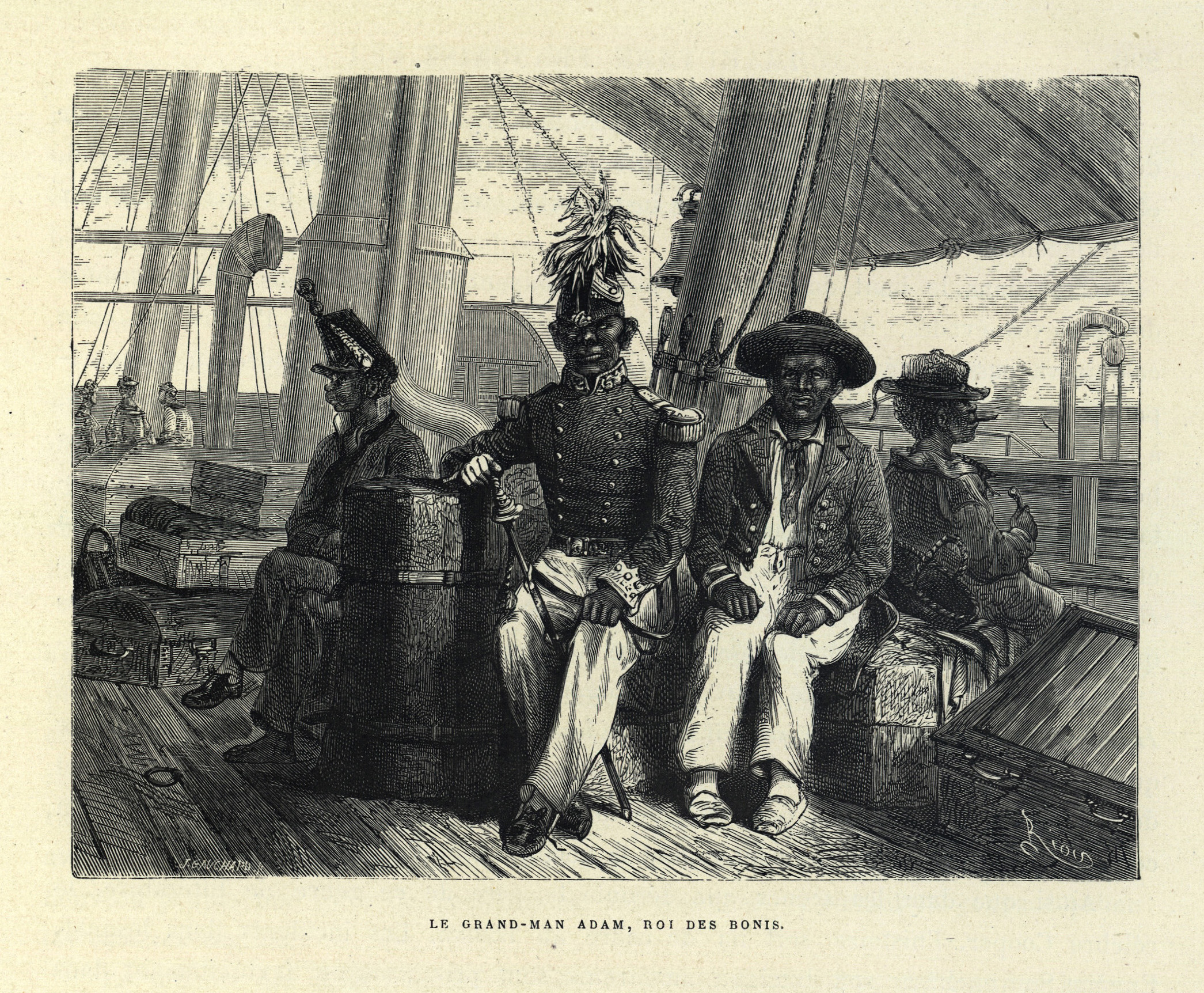
Granman Adam (1862-1863).

Les Alukus (/a.lu.ku/) ou Bonis (du nom de leur premier chef, Boni Okilifuu), sont une population bushinenguée — littéralement, les « Noirs des forêts », aussi appelés « Noirs marrons » — issus de descendants d’esclaves africains évadés des plantations néerlandaises aux XVIIe et XVIIIe siècles. Ils vivent en Guyane française. Ils parlent l'aluku, un créole à base lexicale anglaise.

## Histoire
Avant eux s'étaient échappés d'autres esclaves : les premiers forment le groupe Saramaca, les seconds le groupe Djuka puis les Aluku. S'enfonçant, peu à peu, dans la forêt amazonienne, ils finirent par s'installer à la fin du XVIIIe siècle le long des berges du fleuve Maroni (qui est aujourd'hui la frontière entre la Guyane française et le Suriname). Actuellement[Quand ?], la grande majorité des Aluku vit sur les berges du Lawa, autre nom du Maroni dans sa partie haute.
Au fur et à mesure des brassages entre les différentes populations en fuite ils formèrent une nouvelle ethnie. Les combats menés pour leur liberté contre les troupes hollandaises, mais aussi contre les Djukas et les Saramacas, frères ennemis vivant plus au nord, créèrent un sentiment d'appartenance à un même peuple habitant indifféremment d'un côté ou de l'autre du fleuve, aujourd'hui frontière.
Aujourd'hui, la fraction la plus importante et la plus anciennement occupée du territoire des Alukus est située dans la région de Maripasoula, avec les communes et villages de Maripasoula, Papaichton, Cormontibo, Assissi, Loka, Tabiki, et Agoodé en Guyane française, et Cottica, au Suriname. Une autre partie, très en aval, se situe près de l'embouchure du fleuve avec les villages d'Apatou et de Maïman. De nombreux Alukus vivent également à Saint-Laurent-du-Maroni, à Cayenne, à Kourou pour la vie salariale.

## Langue
Leur langue est un créole à base anglaise (environ à 85 %), similaire aux langues parlées par les Pamaka et les Djukas. Et environ 40% de similitude avec le patois jamaïcain et environ 95% similaires au Sranantongo

## Organisation sociale
Les Alukus vivaient de cueillette, de chasse, de pêche et de cultures nomades situées loin de leurs habitations. Aujourd'hui, dans leur ensemble, ils semblent avoir passé le point de non-retour vers la société de consommation, l'économie marchande et la modernité. De nombreux Bonis sont embauchés comme « conducteurs d'embarcations fluviales » (piroguiers) par l'armée de terre, au sein du 9e RIMa. Selon Bernard Delpech, ils subissent une « déstabilisation de la base matérielle traditionnelle, transformation des mentalités, altération des règles de vie collective ».
Le chef des Alukus est appelé Gran Man. Il disposait autrefois d'un pouvoir politique. Le Gran Man Tolinga fut élu maire de Papaichton, mais son successeur ne fut pas élu maire. Un grand man a également été désigné à Maripasoula, créant une situation inédite avec deux grands mans. Des capitaines sont désignés dans chaque village.

## Musique et danse
Les traditions alukus de musiques dansées et de parler en musique ont été classés à l'inventaire du patrimoine culturel immatériel en France en 2017,.

#### Littérature orale
- Serge Anelli, Nongo : Proverbes aloukous, Cayenne, Les deux fleuves, 1990, 69 p.
- Serge Anelli, Mato : contes des Aloukous de Guyane, recueillis, transcrits et traduits, Paris, Conseil International de la Langue Française, 1994, 137 p.
- Philippe Dakan, Napi Tutu : l'enfant, la flûte et le diable, conte aluku raconté en décembre 2002, Cayenne, CRDP de Guyane, 2003, 25 p.

#### Études
- (en) Wim Hoogbergen, The Boni Maroon wars in Suriname, Leiden, Brill, 1990, 254 p. (ISBN 90-04-09303-6, lire en ligne).
- Jean-Marcel Hurault, Les noirs réfugiés Boni de la Guyane Française, Dakar, IFAN, 1961, 362 p..
- Jean Moomou, Le monde des Marrons du Maroni en Guyane, 1772-1860 : la naissance d'un peuple : les Boni, Matoury, Ibis rouge, 2004, 216 p. (ISBN 2-84450-206-7)
- Jean Moomou, « Boni et Amérindiens : relations de dominants/dominés et interculrelles en Guyane (fin XIXe siècle : années 1990) », Outre-mers, vol. 98, no 370,‎ 2011, p. 273-299 (lire en ligne).
- Jean Moomou, Les marrons Boni de Guyane : luttes et survie en logique coloniale, 1712-1880, Matoury,, Ibis rouge, 2013, 597 p. (ISBN 978-2-84450-422-7)
- Jean-Louis Garel de Ayala, Boni, Maréchal de la Nation Aluku. Tribu française du Mawina konde, Saint-Laurent du Maroni, Association Melodya, musicatelier@mail.com, 2017 (t1), 2018 (t2), non-dispo (t3)
- Marie Fleury, « Gaan Mawina, le Marouini (haut Maroni) au cœur de l’histoire des Noirs marrons Boni/Aluku et des Amérindiens Wayana1 », Revue d’ethnoécologie, no 13,‎ 2 mars 2018 (ISSN 2267-2419, DOI 10.4000/ethnoecologie.3534, lire en ligne)
- Marie Fleury, « Dénominations et représentations des végétaux en forêt tropicale : étude comparative chez les Amérindiens wayana et les Noirs marrons aluku de Guyane française », dans Serge Bahuchet, Daniel Bley, Hélène Pagezy, Nicole Vernazza-Licht, L’homme et la forêt tropicale, Travaux de la Société d’Écologie Humaine, 1999, 31-43 p. (ISBN 2-9511840-5-0, lire en ligne)
- Jean Moomou, « La politique des autorités coloniales et Marrons Boni 1776-1841 », Cahiers des Anneaux de la Mémoire, no 7,‎ 2004, p. 106-123 (lire en ligne)
- Jean Moomou, « Boni et Amérindiens : relations de dominants/dominés et interculturelles en Guyane (fin XIXe siècle - années 1990) », Outre-mers. Revue d’histoire, t. 98, nos 370-371 « Le contact colonial dans l'empire français : XIXe – XXe siècles »,‎ 1er semestre 2011, p. 273-299 (ISSN 1631-0438, e-ISSN 2275-4954, OCLC 5497184441, DOI 10.3406/outre.2011.4553).
- Jean Moomou, Les Marrons Boni de Guyane: lutte et survie en logique coloniale, 1772-1880, Matoury, Ibis rouge éditions, 2013 (ISBN 978-2844504227)
- Wim Hoogbergen, « Frères et ennemis: Aluku et Ndjuka de 1710 à 1860 », dans Histoires, identités et logiques ethniques: Amérindiens, créoles et noirs marrons en Guyane, Éditions du comité des travaux historiques et scientifiques, coll. « Le regard de l'ethnologue », 2008 (ISBN 978-2-7355-0662-0, OCLC 232311501, lire en ligne )
- Francis Dupuy, « Wayana et Aluku: les jeux de l'altérité dans le haut Maroni », dans Histoires, identités et logiques ethniques: Amérindiens, créoles et noirs marrons en Guyane, Éditions du comité des travaux historiques et scientifiques, coll. « Le regard de l'ethnologue », 2008 (ISBN 978-2-7355-0662-0, OCLC 232311501, lire en ligne )
- Yerri Urban, Maude Elfort et Vincent Roux, « Marronnage et nationalité : le destin singulier des Boni 1836-1892 », dans La question autochtone sur le plateau des Guyanes, Aix-en-Provence, Presses universitaires d'Aix-Marseille, 2013 (ISBN 978-2731408744, lire en ligne), p. 89-116

### Filmographie
- Les Bonis, film de Geneviève Wiels, Radio France Outre-mer, Paris, 1997, 45 min (VHS)
- (en) Bush negroes, film d'Alain Sanchis et Bernard Orosco, Radio France Outre-mer, Paris, 1997, 50 min (VHS)
- Les funérailles de Kotoïda, film de Jean-Marcel Hurault, CNRS images, Meudon, 2009 (cop. 2006), 21 min (DVD)
- Songe et awasa : danses traditionnelles aluku, Label Guadeloupe, CRDP Guyane, 2009, DVD + brochure (14 p.)